# Westquarter
Westquarter, schottisch-gälisch: Ceathramh-an-Iar, ist eine Ortschaft in der schottischen Council Area Falkirk. Sie liegt rund drei Kilometer entfernt von den Zentren der Städte Falkirk und Grangemouth. Westquarter ist über die A803 an das Fernstraßennetz angeschlossen.

## Geschichte
Die Siedlung Westquarter entstand in Zusammenhang mit dem Herrenhaus Westquarter House, das lange Zeit zu den Besitztümern der Livingstones zählte. Im Jahre 1884 wurde das Bauwerk abgerissen und durch ein Schloss ersetzt, welches wiederum 1934 abgerissen wurde. Einzig das Taubenhaus von Westquarter House ist erhalten geblieben und heute als Denkmal in der höchsten Kategorie A gelistet. Erst in den 1930er Jahren nahm die Entwicklung von Westquarter Fahrt auf, als die Ortschaft im Zusammenhang mit den Bergbauaktivitäten in der Umgebung als Plansiedlung gefördert wurde. In diesem Zusammenhang wurde auch eine Grundschule eingerichtet. Im Jahre 2001 lebten 1187 Personen in Westquarter.